# 日本國鐵117系電聯車
日本國鐵117系電車是由日本国铁于1979年啟用的近郊型电聯車，总共制造了216辆车，当日本國鐵私有化并划分为各个JR集团公司時，由東海旅客鐵道（JR東海）取得72辆车、西日本旅客鐵道（JR西日本）取得144辆车。

## 背景
本型車設計乃在於东海道本线和山阳本线在京阪神地区提供快速列車服务。自1972年起113系電聯車與153系電聯車共同擔負此任務，但山陽新干线延伸至冈山使得153系过剩。雖然113系代替了153系，但两者并不完全相同。 153系已經改裝上了空調，但是牵引馬達功率不足（MT46型，375伏特下輸出100 KW）。此外，由于153系原始設計是做為特快列車，因此乘客進入車門後還要爬上幾階階梯才能進入車廂，這並不适合在通勤高峰时段使用。 
117系列針對这些问题進行改善，以與京阪神地區其他通勤鐵路競爭。內裝則基于在北九州地区运行的KiHa 66/67系列柴聯車 。这也表示日本國鐵開始标准化其车辆。 
1982年，在名古屋地区提供快速服务的153系被117系取代。 

### 編成
117系设计为一組6辆车，动力车与拖车的比例为2：1。 117系新造这是國鐵的标准配置。後來還有改用四輛車編組（動力車與拖車比例为1：1）與八輛車編組（動力車與拖車比例为3：1）。 117系的無動力拖車置於編組兩端，沒有中間拖車。 

### 车身
117系採用長20米的耐腐蚀钢制车身，每侧各有两套半自动滑动双开门（名古屋地区的车量為全自动门）。 117系在挡风玻璃中央柱正下方內建有車種標識板。 
原始塗裝是奶油色，窗户下方有一条细的水平栗色带。 
最初所有117系都配备了可轉向的横向座椅，但座椅未有置物網袋。内部采用木质装饰風格，以與其他郊区火车区別。本型車天花板平整，连接到車壁，行李架上方有一个倾斜的面板。 
空调採用屋顶中央的國鐵标准型AU75B和AU75C空調機（42,000 kcal / h）。 B用于駕駛拖車，C用于动力车。 117系-100型升级到AU75E型。 

#### 牵引馬達
117系列使用MT54D型牵引馬達（额定120  千瓦@ 375 V）。 它也用于113系，而最终传动比是4.82：1。本型車加速度与113系和115系相同，因此六輛編成（4輛动力车和2辆拖车）的功率不及竞争的私铁同級列車。以四輛編成（只有两辆动力车）此差异更加明显。 

#### 控制
117系使用也用于381系和417系的CS43A控制装置，其中包括一个減速器，以維持在坡面上的速度。 

#### 转向架
117系最後在动力车選用了DT32E转向架，在拖车上配备了TR69H转向架。 
聯結器為國鐵標準的柴田型连接器，但与153系一样，添加了自动电气连接器，以便在尖峰時段能簡化聯結（一列車可達12輛車廂）。此裝置使用成功，也用於後來的221系和223系 。 

## 運行
117系是京阪神和名古屋地区快速列車和特別快速服务的主力。 
國鐵私有化后，JR西日本保留了在京阪神地区使用的本型车，而JR東海則在名古屋繼續使用本型车。 
JR東海的313系第四批車出廠投入服務後，逐步取代此型車，最終於2013年3月16日的時刻表修訂時退出定期班次服務，並在2014年1月24日全數報廢。JR東海保留三輛（KuHa 117-30、MoHa 117-59、KuHa 116-209）移到該公司的磁浮鐵道館保存展示。

## JR年代

### JR西日本

#### 加入至退出新快速運用及轉用
JR西日本成立時，配屬了144輛（6輛編成24列）到宮原電車區。
1988年3月13日的時刻表修訂，運用範圍由彥根延長至米原。1989年3月11日的時刻表修訂後，早上繁忙時間開始以2組列車連結成的12輛編成行駛「新快速」。與此同時，221系亦登場，因此令到本系列逐漸減少行駛新快速。由1990年3月10日的時刻表修訂後開始，新快速的最高速度提升至115 km/h。
由於在1991年3月16日時刻表修訂後，新快速的最高速度提升至120 km/h，本系列在新快速的運行縮小至米原 - 大阪及大阪 - 野洲之間，並只配置2列列車。因此，部分6輛編成10列（C11 - C20編成）重組成8輛編成5列及4輛編成5列，4輛編成行駛奈良線快速，6・8輛編成則行駛米原 - 網干・播州赤穂間的快速列車。同年9月14日，北陸本線（米原 - 長濱間）直流電化完成，運用範圍延長至長濱。
1992年3月14日修訂時刻表後，為了替換岡山・廣島地區的115系非空調車，及行駛岡山地區的快速「Sun Liner」（參照轉用至岡山地區），轉屬至岡山電車區・廣島運轉所（現・下關綜合車輛所廣島支所）。獲編配行駛 Sun Liner 的列車被縮短至4輛編成，重組後剩餘的11組22輛電動車則被改裝成115系，以取代非空調車（参照改裝成115系3500番台）。有鑑於此，117系的車輛數首次減少。

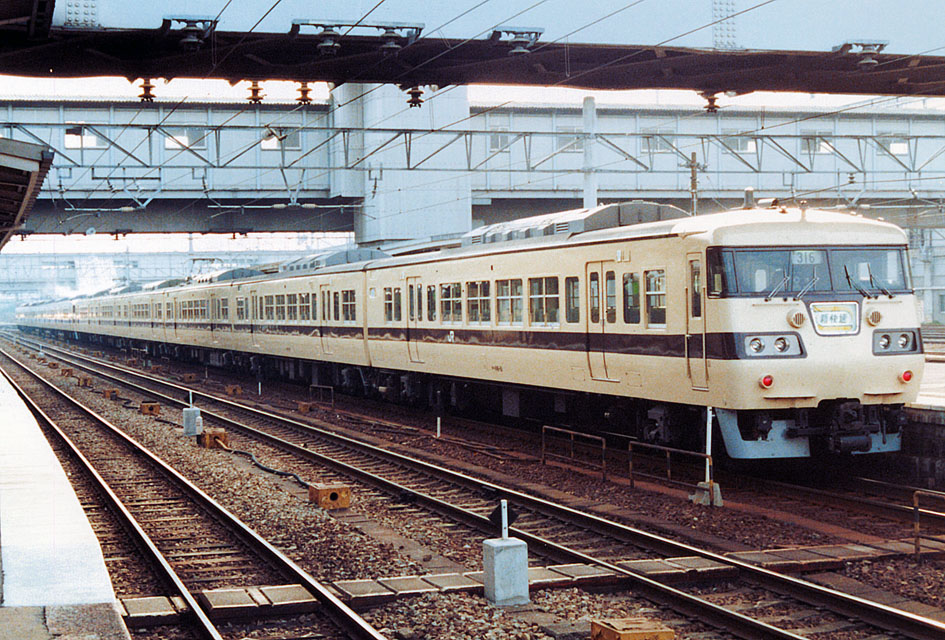
117系12輛新快速 （1991年、姫路站）
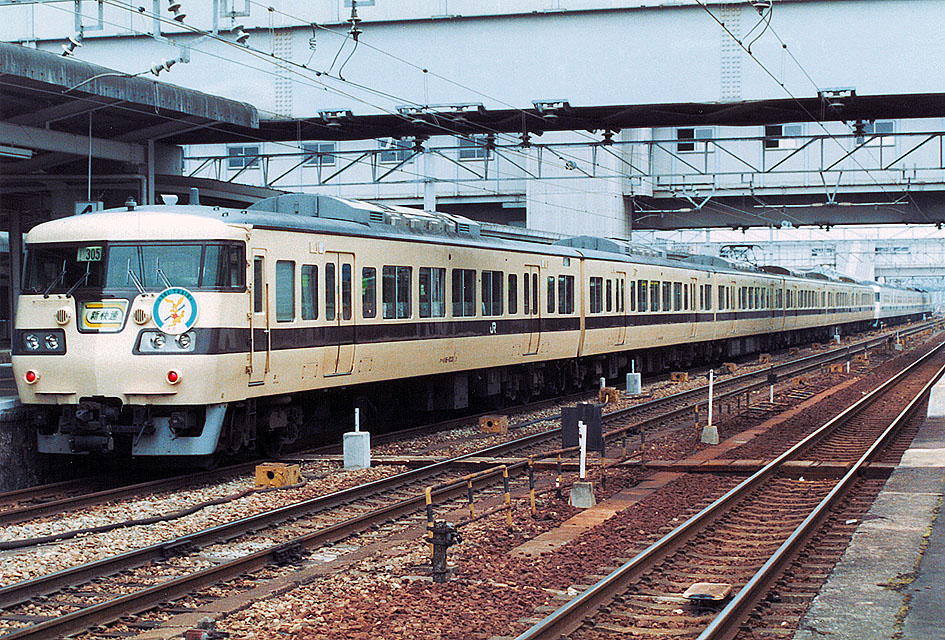
117系100番台+福知山色的新快速 （1991年、姫路站）
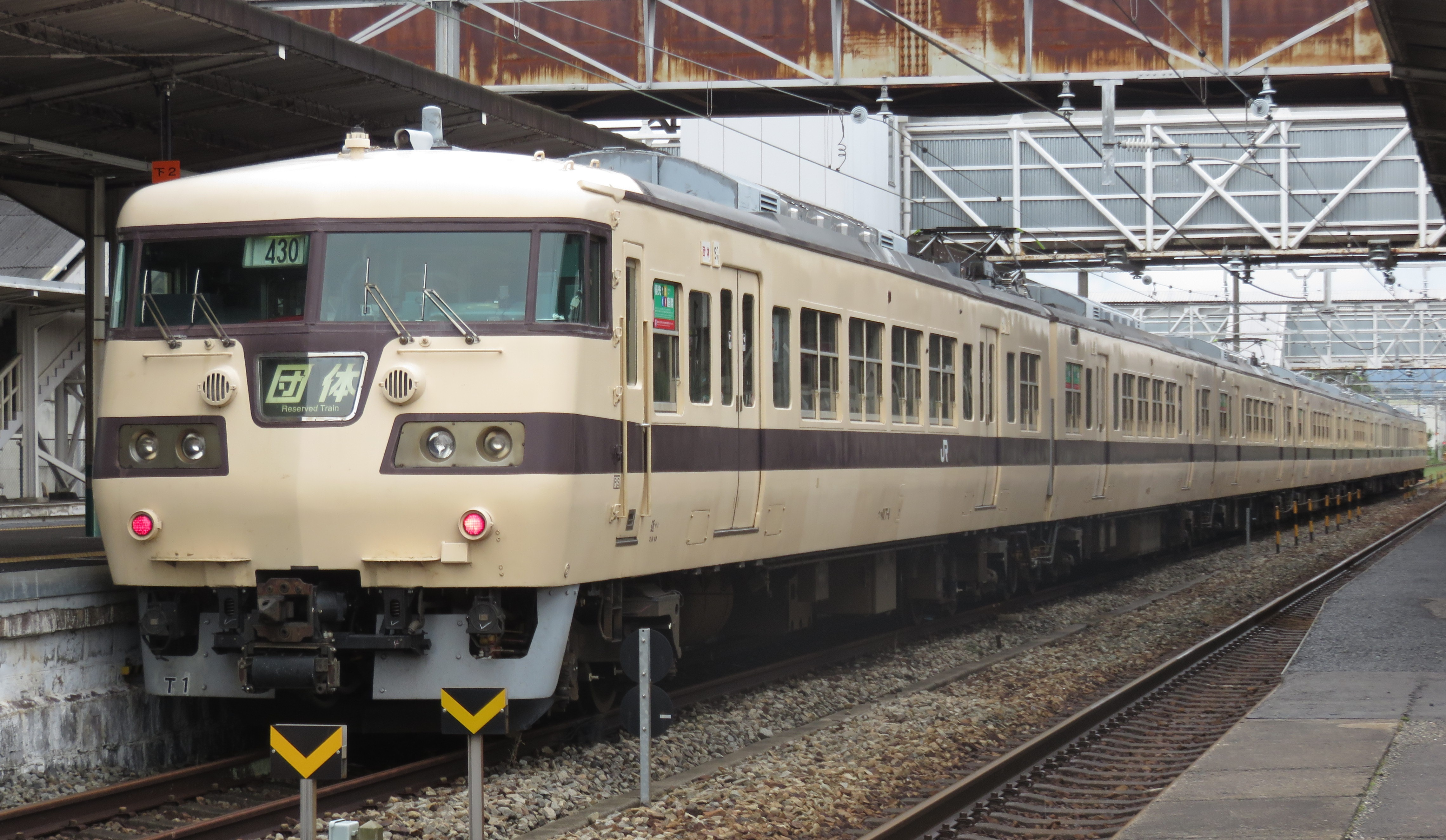
行駛團體列車的8輛117系 （2016年、金光站）

#### 300番台

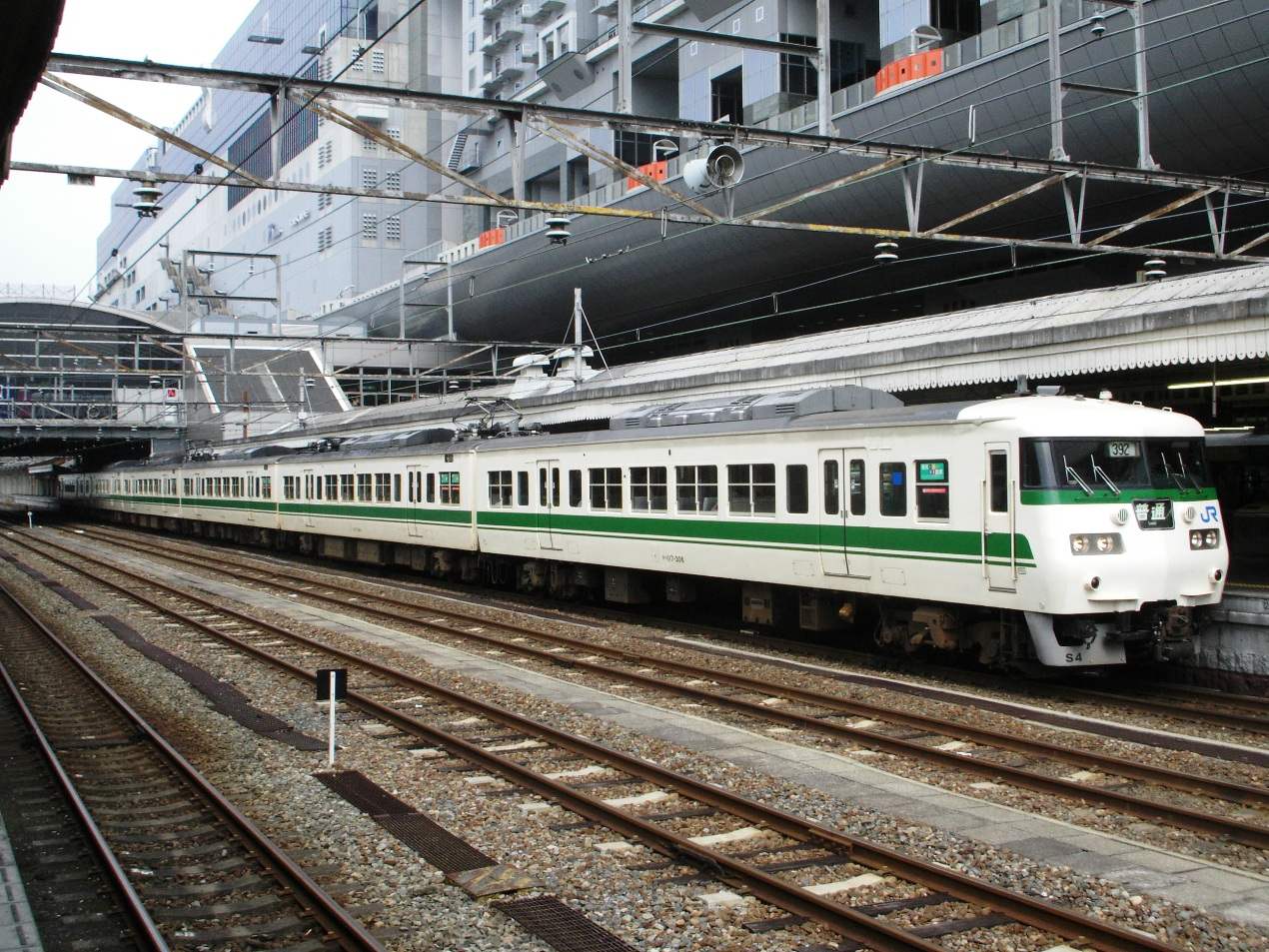
300番台福知山色

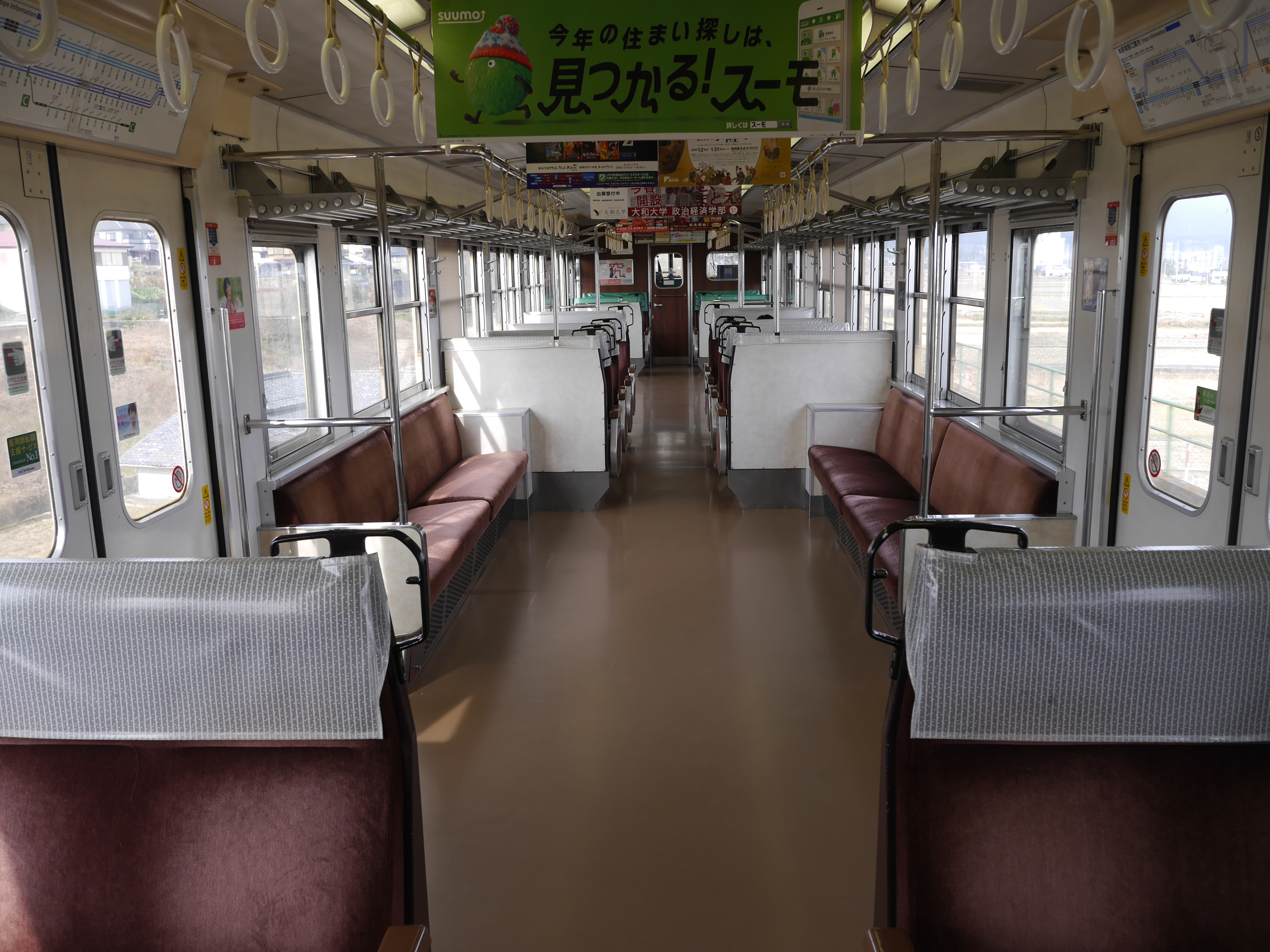
300番台車車内

為應付JR寶塚線增加的通勤需要及預防延誤的改裝系列。1992年6輛編成×9列、1997年先頭車4輛共58輛進行改造，車両編號由原編號+300。
新舊編號対照
- モハ117/116-3 - 16, 19, 20, 41, 42 → モハ117/116-303 - 316, 319, 320, 341, 342
- クハ117/116-2 - 8, 10, 18, 20, 21 → クハ117/116-302 - 308, 310, 318, 320, 321

#### 轉用至京都地區

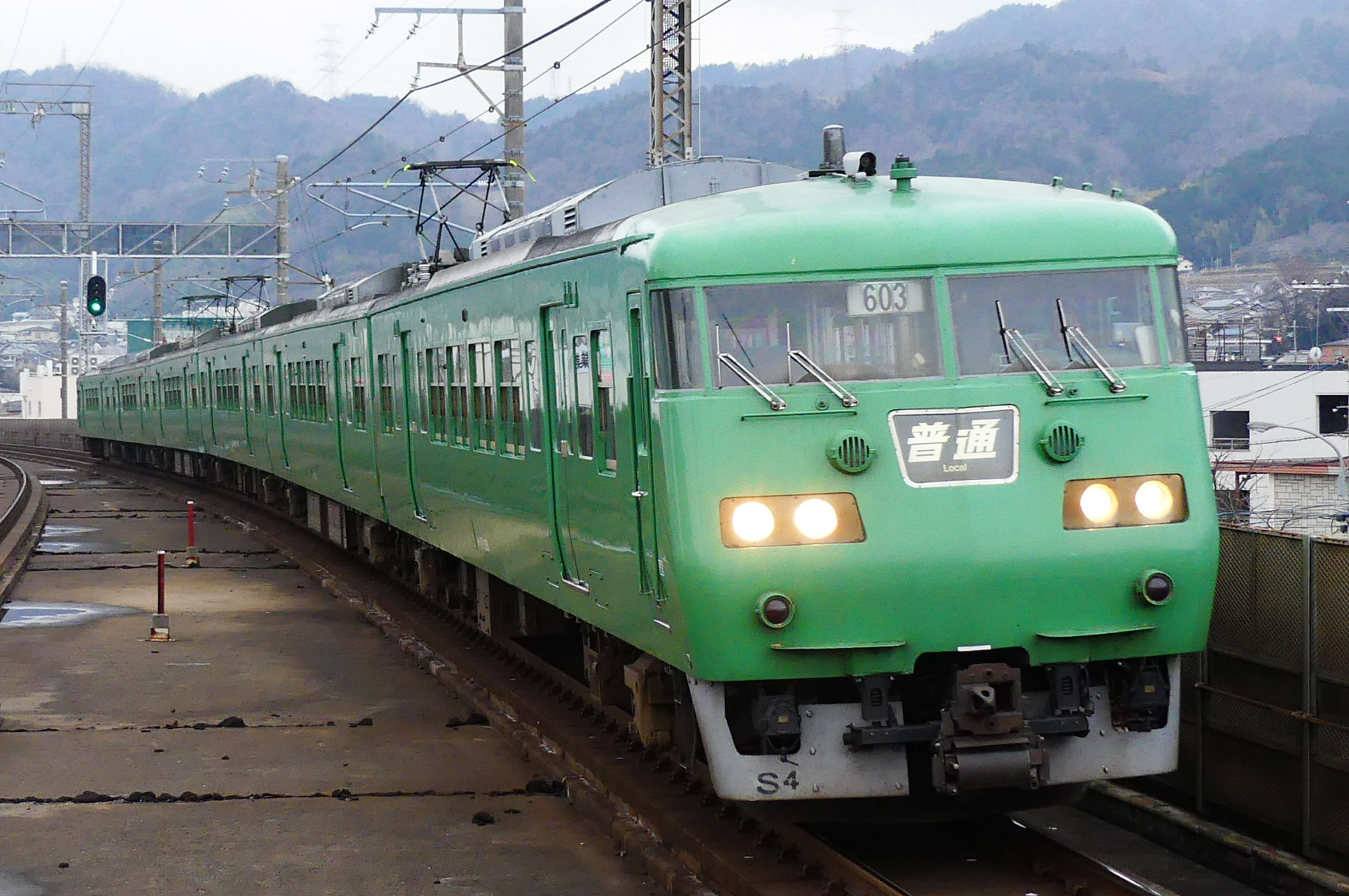
京都・北近畿地區地域色的S4編成

#### 轉用至岡山地區

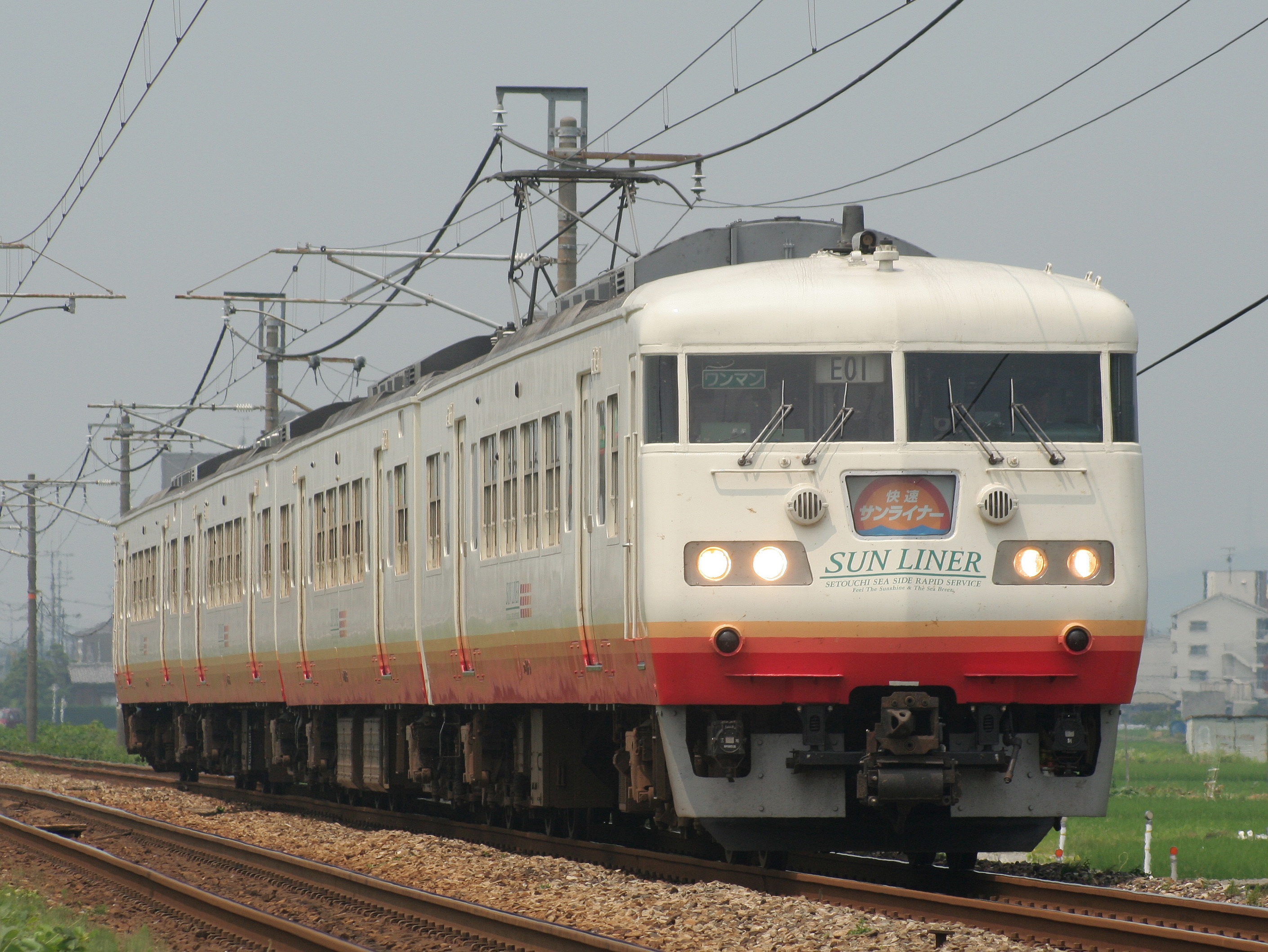
快速「Sun Liner」色

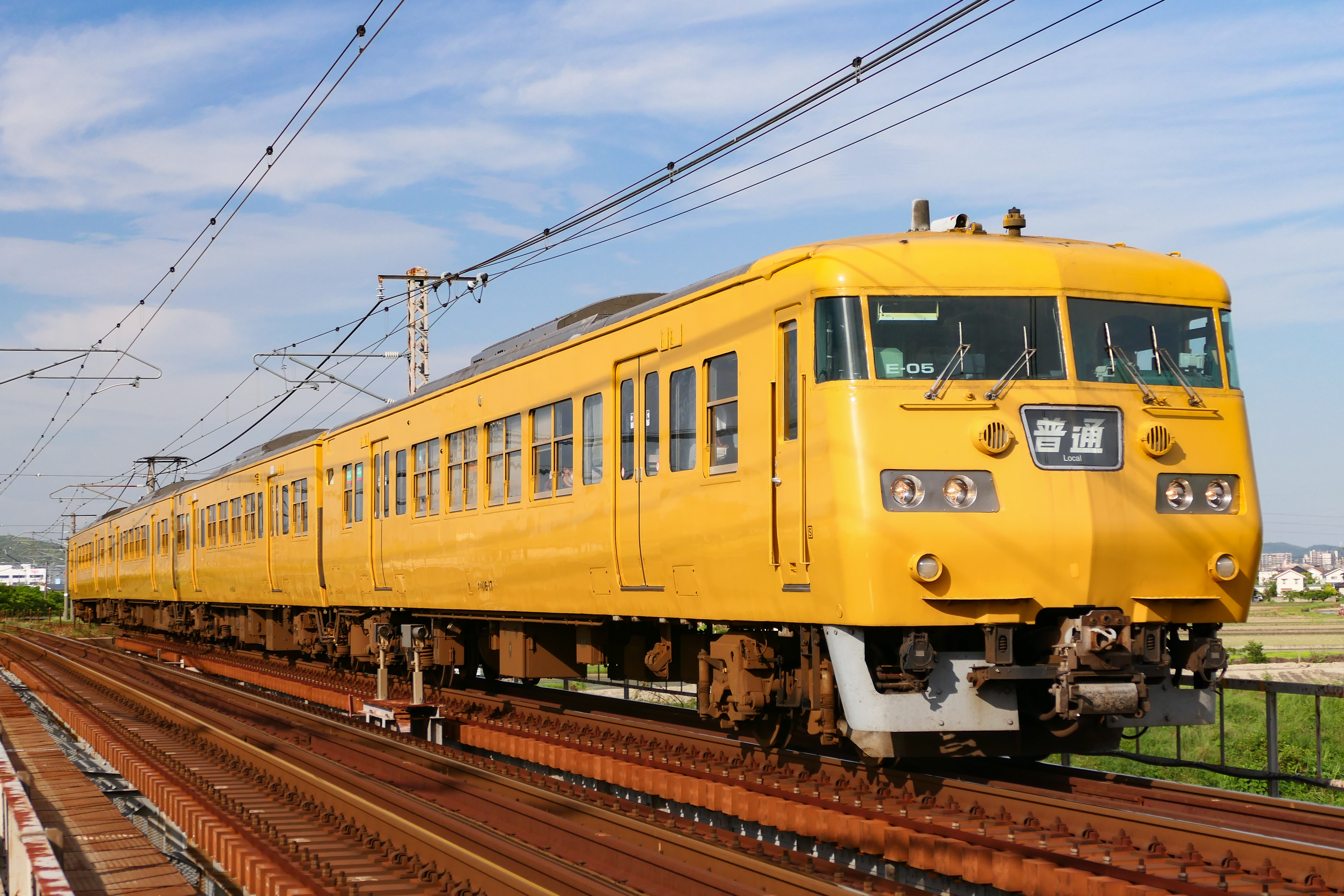
塗上濃黄色的E5編成

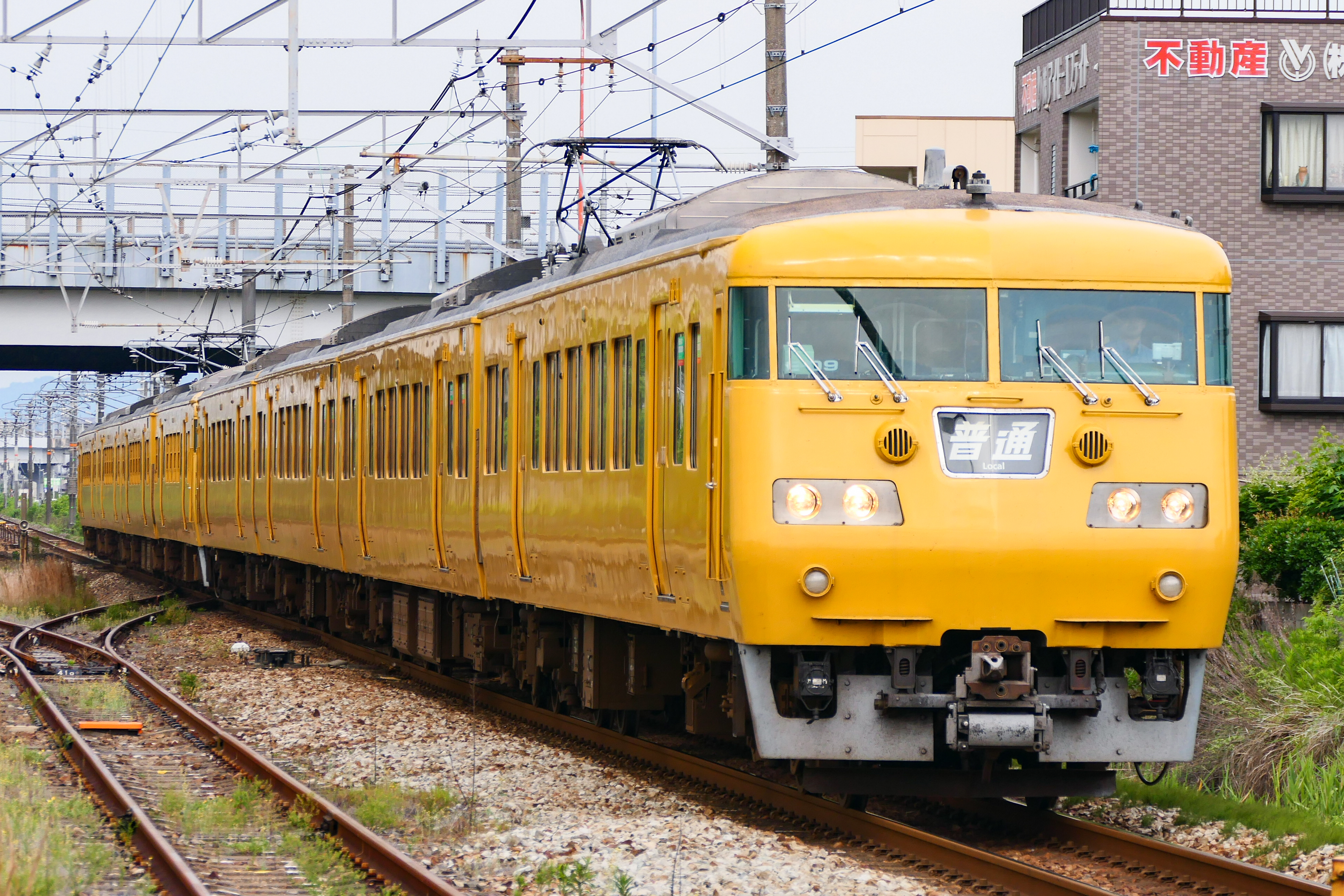
100番台E9編成

1992年，0番台4輛編成6列（24輛）轉用至岡山電車區，開始行駛快速「Sun Liner」等列車。
| 編成號碼 | クハ117 | モハ117 | モハ116 | クハ116 | 備註                               |
| -------- | ------- | ------- | ------- | ------- | ---------------------------------- |
| E01      | 9       | 18      | 18      | 9       | 2015年9月14日廢車                  |
| E02      | 11      | 22      | 22      | 11      | 2015年9月9日廢車                   |
| E03      | 13      | 26      | 26      | 13      | 2015年10月13日廢車                 |
| E04      | 15      | 30      | 30      | 15      | 2022年8月8日廢車                   |
| E05      | 17      | 34      | 34      | 17      |                                    |
| E06      | 19      | 38      | 38      | 19      |                                    |
| E07      | 101     | 101     | 101     | 101     | 2015年8月12日轉入 2022年6月6日廢車 |
| E08      | 102     | 103     | 103     | 102     | 2015年8月30日轉入                  |
| E09      | 103     | 105     | 105     | 103     | 2015年10月2日轉入                  |

## 改造

### WEST EXPRESS 銀河
為JR西日本營運的臥鋪特急列車，由一列6卡車廂的0番台列車改造為7000番台而成，該車曾經在關西地區用於新快速，設計師川西康之操刀列車車廂設計。此列車於2020年9月11日起正式開行於JR西日本的在來線區間。